# Dominic Purcell
Dominic Haakon Myrtvedt Purcell (født 17. februar 1970) er en britiskfødt australsk skuespiller, særlig kendt for sin rolle som Lincoln Burrows i Prison Break. Han har også medvirket i Blade: Trinity og tv-serien John Doe.
Purcell, søn af en norsk far og en irsk mor, er født i England, men opvokset i Australien. Han var indtil 2008 gift med Rebecca, og de har sammen fire børn: Joseph (1999), Audrey (2001) og tvillingerne Lily og Augustus (2003).

## Filmografi
- Mission: Impossible 2 (2000)
- Blade: Trinity (2004)
- Primeval (2007)
- Straw Dogs (2011)
- Killer Elite (2011)
- Vikingdom (2013)
- Officer Down (2013)
- The Bag Man (2014)
- Legends of Tomorrow (2016)